# Sarah Vaillancourt
Sarah Marie Vaillancourt (Sherbrooke, 8 maggio 1985) è una hockeista su ghiaccio canadese.
Ha vinto due medaglie olimpiche nell'hockey su ghiaccio con la nazionale femminile canadese, entrambe d'oro, trionfando alle Olimpiadi invernali di Torino 2006 ed alle Olimpiadi invernali di Vancouver 2010.
Nelle sue partecipazioni ai campionati mondiali femminili ha conquistato una medaglia d'oro (2007) e cinque medaglie d'argento (2005, 2008, 2009, 2011 e 2013).